# Слобода (Крупський район, Холопеницька сільська рада)
Слобода (біл. вёска Слабада) — село в складі Крупського району Мінської області, Білорусь. Село підпорядковане Холопеницькій сільській раді, розташоване в східній частині області.